# Haya bint al-Hussein
La princesse Haya bint al-Hussein (en arabe : هيا بنت الحسين), née le 3 mai 1974 à Amman (Jordanie), fille du roi Hussein de Jordanie et de la reine Alia al-Hussein, et demi-sœur du roi Abdallah II, est une cavalière, présidente de la Fédération équestre internationale entre 2006 et 2014.

## Biographie
Elle est la demi-sœur du roi Abdallah II de Jordanie.
Elle est depuis 2004 la sixième épouse de l'émir de Dubaï, Mohammed ben Rachid Al Maktoum, avec qui elle a deux enfants, Al-Jalila, née en 2007 et Zayed, né en 2012. Ils s'étaient rencontrés lors d'un concours hippique en Espagne.
Elle participe aux Jeux olympiques d'été de 2000 à Sydney (Australie), représentant son pays en saut d'obstacles. Elle est la première femme jordanienne à passer le permis poids lourds, afin de transporter ses chevaux.
En 2007, elle est nommée « Messager de la paix » des Nations unies[réf. nécessaire]. 
En 2016, elle fonde le centre al-Ma’awa, un domaine jordanien de 140 hectares qui recueille des animaux (20 lions, trois ours et deux tigres en 2018), notamment de zones de conflits où ils subissaient une détresse physique et psychologique.
Elle préside l'International Humanitarian City, organisme et centre de logistique destiné à la distribution de l'aide humanitaire situé dans l'émirat de Dubaï[réf. nécessaire].

La casaque de la princesse : Verte, manches chevronnées vertes et noires, toque verte.

En juin 2019, elle fuit vers l'Allemagne puis le Royaume-Uni, avec ses deux enfants et une quarantaine de millions de dollars, et demande le divorce. Une audience a lieu le 30 juillet 2019 pour déterminer qui aura la garde des enfants. Elle réclame la garde des enfants et une protection de l'un de ses enfants contre tout mariage forcé. 
Le 9 septembre 2019, elle est nommée diplomate à l'ambassade de Jordanie à Londres par son frère, le roi Abdallah II, situation qui lui confère un statut diplomatique.
Le 6 octobre 2021, un tribunal britannique juge que Mohammed Al Maktoum a autorisé l'utilisation du logiciel espion Pegasus pour pirater en août 2020 les téléphones de Haya bint al-Hussein, de ses avocats, de son assistant personnel et de deux membres de son équipe de sécurité à l'été 2020. Le 21 décembre 2021, il est condamné à verser à son ex-épouse 640 millions d'euros dans le cadre de leur divorce.

### Liens  externes
- Notices d'autorité :   - VIAF
  - LCCN
  - Pologne
  - WorldCat